# John Partridge (Astrologe)
John Partridge, geboren als John Hewson (* 18. Januar 1644 in East Sheen, einem heutigen Vorort Londons; † 24. Juni 1715 in Mortlake, London) war ein englischer Astrologe.
Als Autor und Herausgeber des Almanachs Merlinus Liberatus mit astrologischen Vorhersagen, der in der Londoner Gesellschaft sehr beliebt war, erreichte Partridge hohe Auflagenzahlen und wurde doch vom wissenschaftlichen Establishment verachtet. Wurde die Astrologie bis in das 17. Jahrhundert hinein als seriöse Wissenschaft verstanden, wurde sie im Zeitalter der Aufklärung zunehmend hinterfragt und als irrationaler, veralteter Aberglaube angesehen. Über die Grenzen der Leserschaft seiner populärastrologischen Kalender und Almanache wurde Partridge daher bekannt, weil Jonathan Swift (unter dem Pseudonym Isaac Bickerstaff) 1708 als vorgeblich rivalisierender Astrologenkollege einen ähnlichen Almanach veröffentlichte, in dem er auf satirisch-bissige Weise Partridges bevorstehenden Tod voraussagte und Partridge öffentlichem Spott aussetzte.

## Leben und Werk
Dass sein Geburtsname John Hewson war, bis er sich selbst in John Partridge umtaufte, scheint zweifelsfrei. Er entstammte ärmlichen Verhältnissen und arbeitete in seinem Heimatort Covent Garden zunächst als Flickschuster. 1678 ließ er sich in London als Astrologe nieder, nachdem er sich im Selbststudium ausreichend Latein, Griechisch und Hebräisch beigebracht hatte. Ein in manchen Biographien nachlesbares vorangegangenes Studium der Physik, Astrophysik und Astrologie ist nicht nachweisbar. Ob Partridge darüber hinaus, wie unter anderem seinem Epitaph zu entnehmen ist, Arzt („Medicina Doctor“) war, nachdem er ab 1678 an der Universität von Leiden in den Niederlanden Medizin studierte und 1680 einen Abschluss erhielt, wird von den meisten Biographen genauso verneint, wie die beleglose Behauptung, dass er 1682 am Hof von James II. als Arzt vereidigt worden und später Leibarzt von Königin Maria II. geworden sei. Auch ansonsten gibt es keine Hinweise, dass er praktiziert hätte. Gleichwohl nannte sich Partridge in jener Zeit Physician to his Majesty („Arzt seiner Majestät“).
1680 gab Patridge, der Schüler John Gadburys gewesen sein und die placidianische Lehre in England eingeführt haben soll, seinen ersten Almanach Merlinus Liberatus heraus, womit er die damals sehr beliebten populärastrologischen Veröffentlichungen William Lillys (Lilly's Merlinus Anglicus) imitierte. Auch seine Schrift wurde ein Erfolg in der Londoner Gesellschaft, die diese astrologischen Almanache liebte, insbesondere, da Partridge auch Lillys Neigung übernommen hatte, ganz konkrete, oft spektakuläre Prophezeiungen, wie beispielsweise den bevorstehenden Tod bekannter Persönlichkeiten, zu veröffentlichen. Damit erregte er im Kreis seiner Leserschaft Interesse, die seine Schriften unabhängig davon kaufte, dass seine Vorhersagen nur selten zutrafen. Im Lauf der Jahre verdiente Partridge ein Vermögen mit diesen Schriften, obwohl er sich damit in Kreisen der Wissenschaft der Lächerlichkeit preisgab und in die Gefahr gerichtlicher Verfolgung geriet, da König Jakob I. 1604 ein Gesetz erlassen hatte, wonach Wahrsager und Sterndeuter im Fall von betrügerischen Handlungen zu bestrafen sein. Schon Lilly war mehrfach nach diesem Gesetz verurteilt worden.
Wegen seines Engagements in der protestantischen Arbeiterpartei Whig Party und seiner antipapistischen Gesinnung soll er von dem bekennenden Katholiken James II. gezwungen worden sein, nach Holland zu fliehen, wo er unter dem Namen John Wildfowl untertauchte. Andere Biographen gehen davon aus, dass seine Wohnsitznahme in den Niederlanden eher mit der Gesetzgebung zu tun hatte. Der exakte Zeitraum und die genaueren Umstände seines Exils sind nicht überliefert; nach Knappich soll er 1689 mit dem Beginn der Herrschaft von Wilhelm von Oranien in sein Heimatland zurückgekehrt sein.
Als Partridge in seiner Almanch-Ausgabe für das Jahr 1708 wiederum Todesfälle bekannter Persönlichkeiten vorhersagte und darüber hinaus in Partridge's advice to the Protestants of England (Partridge’s Ratschläge für die Protestanten von England) die Anglikanische Kirche als „unfehlbar“ bezeichnete, entschloss sich Jonathan Swift, der ebenfalls der Überzeugung war, dass solche Prophezeiungen dem herrschenden Volksaberglauben Vorschub leisteten, ihn auf satirisch-bissige Weise zu verängstigen und drastisch zu verhöhnen.
Unter dem Pseudonym Isaac Bickerstaff und als angeblich rivalisierender Astrologenkollege prognostizierte er nun Partridges Tod und ließ der Prophezeiung weiter Pamphlete und eine Elegie folgen. Partridge zeigte sich von diesem Scherz tief getroffen. Nachdem er sich in diversen Schriften vergeblich zu wehren versucht hatte, veröffentlichte er nichts mehr, obwohl die Almanache vom Verlag noch bis 1783 unter seinem Namen (etiam mortuus loquitur) von der Stationers’ Company weiter geführt wurden. Lediglich in seinem Todesjahr veröffentlichte er noch die Schrift The last will and testament of John Partridge, worin er sich über Swifts Satire nochmals bitter beklagte.